# Donovan in Concert
| Recensione                        | Giudizio |
| --------------------------------- | -------- |
| AllMusic                          | [ 1 ]    |
| The New Rolling Stone Album Guide | [ 2 ]    |
| 24.000 dischi                     | [ 3 ]    |

Donovan in Concert è il sesto album discografico (e primo dal vivo della sua discografia) del cantautore folk rock scozzese Donovan, pubblicato dalla casa discografica Epic Records nell'agosto del 1968.

## Tracce
Lato A
Testi e musiche di Donovan P. Leitch.
1. Isle of Islay – 4:23
2. Young Girl Blues – 6:09
3. There Is a Mountain – 3:11
4. Poor Cow – 3:21
5. Celeste – 5:21
6. The Fat Angel – 3:19
7. Guinevere – 2:40

Lato B
Testi e musiche di Donovan P. Leitch.
1. Widow with Shawl (A Portrait) – 3:30
2. Preachin' Love – 5:05
3. The Lullaby of Spring – 3:08
4. Writer in the Sun – 4:36
5. Pebble and the Man – 3:27
6. Rules and Regulations – 2:33
7. Mellow Yellow – 4:21

Edizione doppio CD (dal titoloDonovan in Concert (The Complete 1967 Anaheim Show)) del 2006, pubblicato dalla EMI Records (094635410020)
CD 1
Testi e musiche di Donovan P. Leitch.
1. Intro (by Rhett Walker) – 3:25
2. Isle of Islay – 2:59
3. Young Girl Blues – 6:22
4. There Is a Mountain – 3:17
5. Poor Love (Poor Cow) – 3:36
6. Sunny Goodge Street – 3:13
7. Celeste – 5:24
8. The Fat Angel – 3:28
9. Guinevere – 3:39
10. Widow with Shawl (A Portrait) – 3:00
11. Epistle to Derroll – 5:53
12. Preachin' Love – 9:38

CD 2
Testi e musiche di Donovan P. Leitch.
1. The Lullaby of Spring – 4:11
2. Sand and Foam – 3:21
3. Hampstead Incident – 5:10
4. Writer in the Sun – 4:27
5. To Try for the Sun – 3:27
6. Someone Singing – 2:55
7. Pebble and the Man (Happiness Runs) – 4:02
8. The Tinker and the Crab – 3:38
9. Rules and Regulations – 2:33
10. Mellow Yellow – 4:42
11. Catch the Wind (Part) – 1:16

## Musicisti
- Donovan - voce, chitarra acustica, armonica
- Lorin Newkirk - pianoforte
- Andy Troncosco - basso
- Harold McNair - flauto, sassofono
- Tony Carr - batteria
- John Candy Carr - bongos, piatti
- The Flower Quartet - strumenti ad arco[4]